# Théodore Rousseau
Théodore Rousseau (París, 15 d'abril de 1812 - Barbizon, 22 de desembre de 1867) fou un pintor francès. Va pertànyer a l'Escola de Barbizon i va obtenir el més gran reconeixement amb quadres com El Poble.

## Biografia

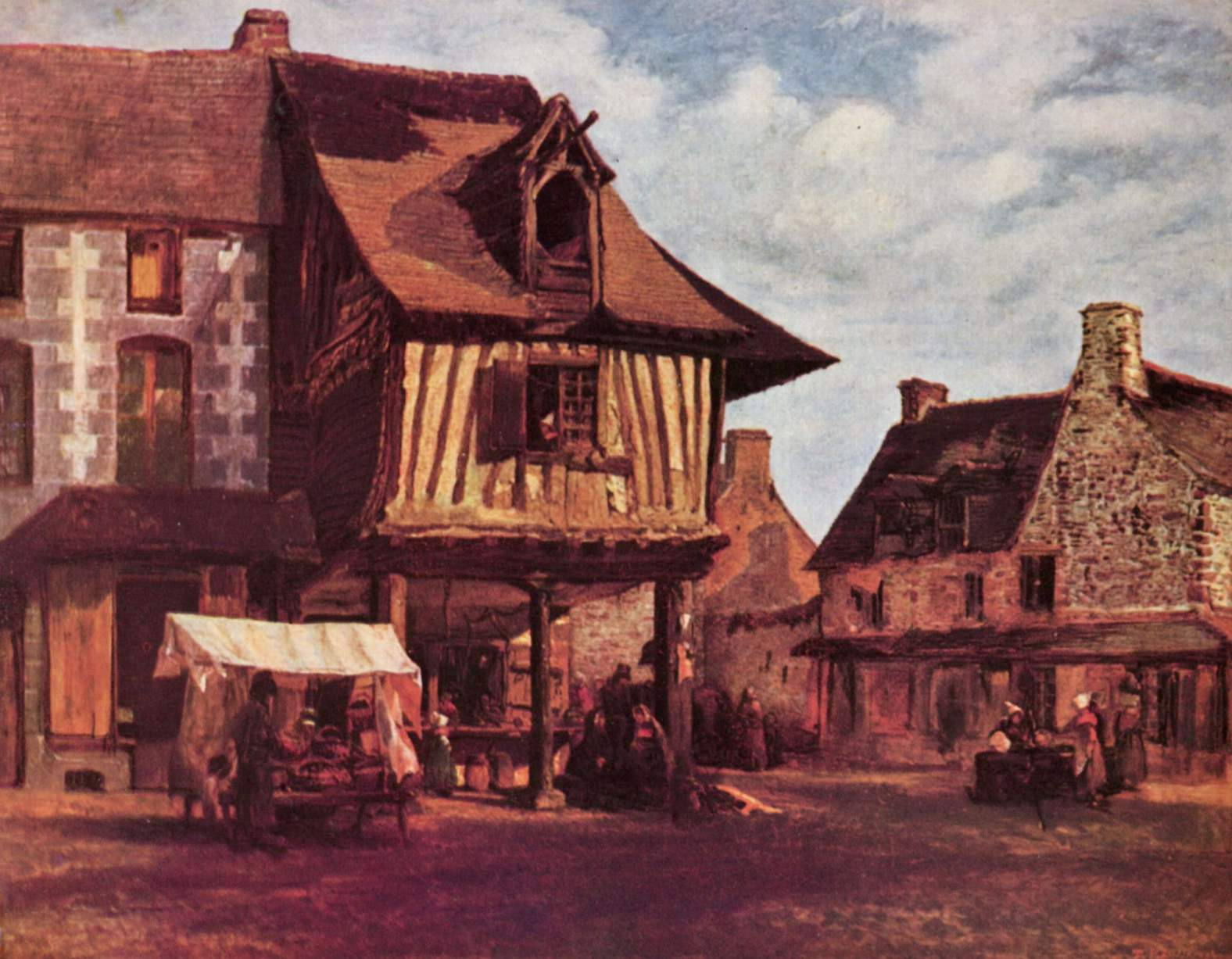
Mercat a Normandia, c. 1845-1848, oli sobre tela, 29 × 38 cm, Museu de l'Ermitage, Sant Petersburg.

Va néixer en una família burgesa on hi havia un o dos artistes. Al començament es va formar en el comerç, però aviat va demostrar el seu talent per a la pintura. Encara que el seu pare va lamentar al principi aquesta decisió, al final va acceptar que el seu fill abandonés el negoci, i al llarg de la carrera del seu fill —al qual va sobreviure— el va recolzar en tots els seus conflictes amb les autoritats del Saló de París. Théodore Rousseau va compartir les dificultats dels pintors romàntics de 1830 a l'hora d'assegurar per a les seves pintures un lloc a l'exposició anual de París. Tota la influència dels artistes de formació clàssica estava en contra d'ells, i no va ser fins a l'any 1848 que Rousseau va ser adequadament presentat al públic.
Havia exposat treballs sense importància als Salons de 1831 i 1834, però el 1836 la seva gran obra La descente des vaches (La baixada de les vaques), va ser rebutjada pel vot dels pintors clàssics; i des d'aleshores fins després de la revolució de 1848 va ser rebutjat constantment. No mancava de defensors a la premsa, i va ser conegut amb el sobrenom de «le gran refusé» als escrits de Thor, el crític que més tard residiria a Anglaterra i que va escriure amb el nom de «Burger».
Durant aquests anys d'exili artístic Rousseau va produir algunes de les seves millors pintures: L'avinguda de castanyers, El pantà a les Landes (Museu del Louvre), Glaçat pel gebre; i el 1851, després de la reorganització del Saló el 1848, va exposar la seva obra mestra, El límit del bosc (també al Museu del Louvre), un quadre similar en tractament, però d'un tema lleugerament diferent, d'una composició titulada Un clar al Bosc de Fontainebleau, a la col·lecció Wallace d'Hertford House, Londres.

### Barbizon

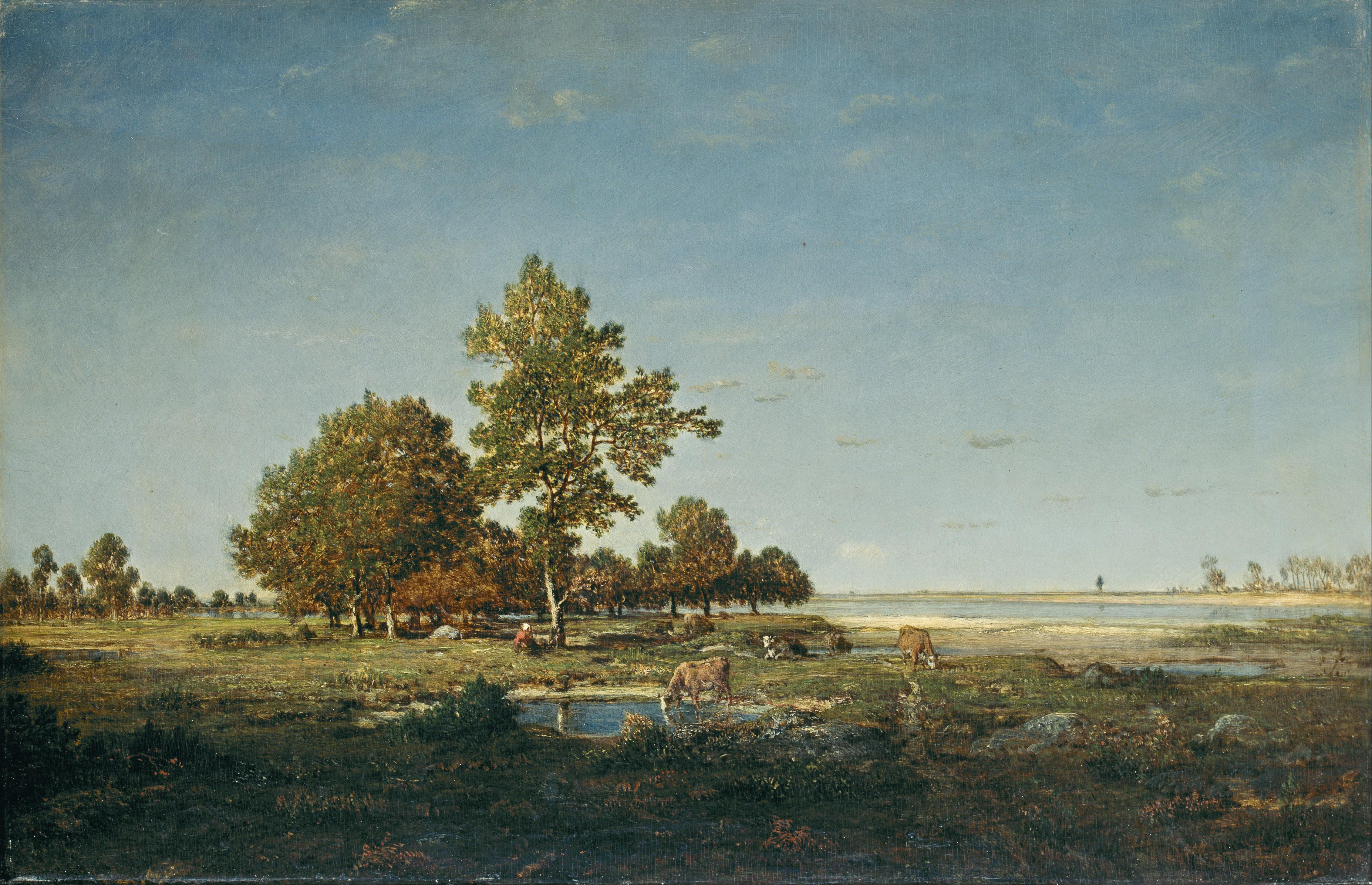
Paisatge amb un grup d'arbres c. 1844. National Gallery of Victoria.

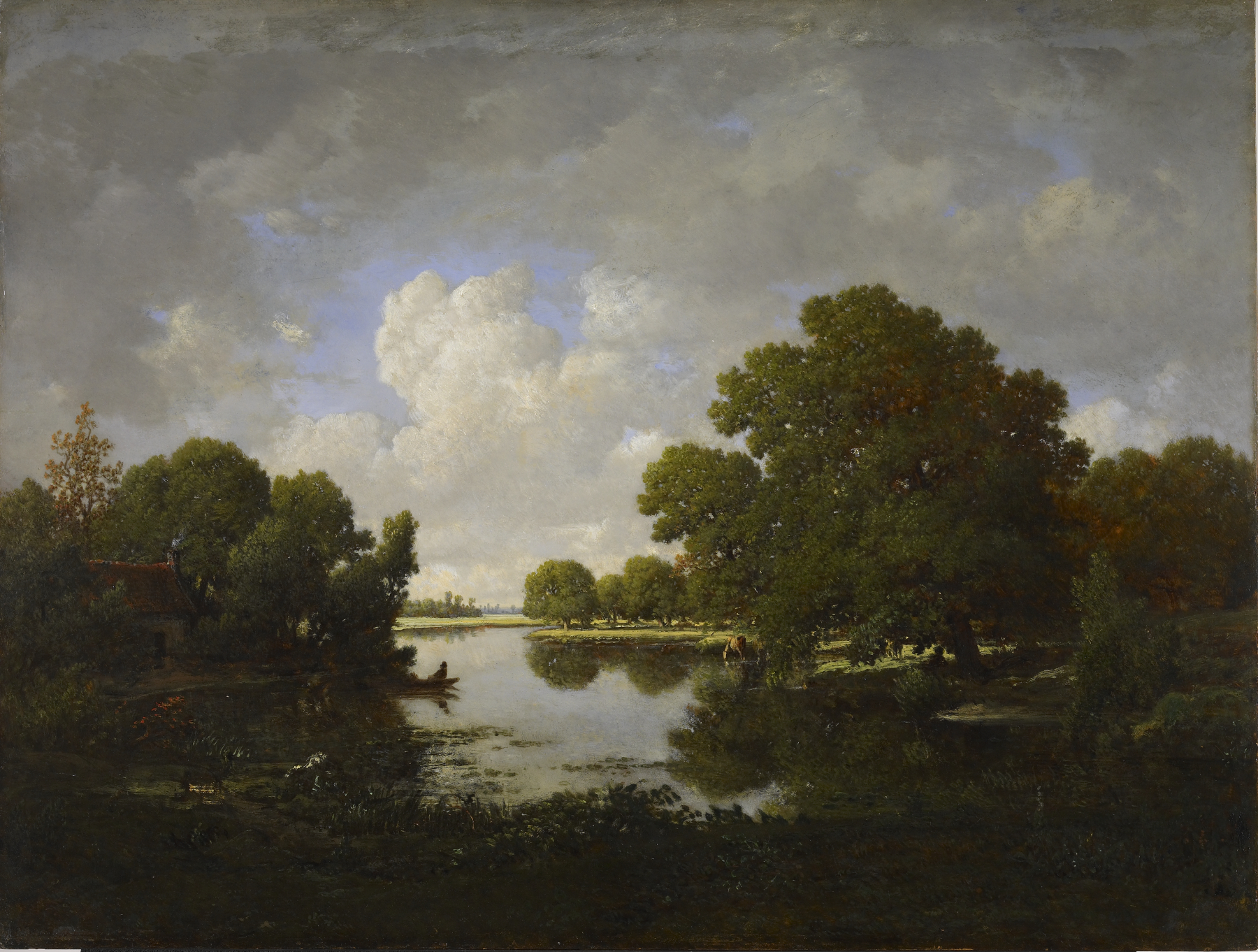
Riva del riu Bouzanne, entre 1860 i 1867. Walters Art Museum.

Fins aquesta època, Rousseau només havia viscut ocasionalment a Barbizon, però el 1848 va traslladar la seva residència a aquest poble boscós, i va passar la major part de la resta de la seva vida en el veïnat. Estava aleshores a la cimera del seu poder artístic, i era capaç d'obtenir bones sumes de diners pels seus quadres —encara que solament una dècima part del seu valor que trenta anys després de la seva mort— i el seu cercle d'admiradors es va incrementar. Les autoritats encara l'ignoraven, perquè mentre Narcisso Virgilio Díaz de la Peña va ser nomenat cavaller de la Legió d'Honor el 1851, Rousseau quedava sense condecorar, encara que el van proposar poc després.
A l'Exposició Universal de 1853, on es van reunir totes les pintures de Rousseau prèviament rebutjades durant els vint anys anteriors, les seves obres van ser reconegudes com un dels millors grups, dins dels esplèndids conjunts que es van exhibir. Però en vida Rousseau realment mai no va satisfer el gust francès, i després d'una venda sense èxit de les seves obres mitjançant subhasta el 1861, va estar pensant a anar-se'n de París per anar a Amsterdam o Londres, o també Nova York.

### Darrers anys
Aleshores les desgràcies van caure sobre seu: la seva esposa, que havia estat al llarg dels anys una font constant d'ansietat, es va tornar boja del tot; el seu envellit pare l'ajudava constantment des d'un punt de vista financer; escassos eren els seus mecenes. Encara més, mentre estava absent de manera temporal, un jove que vivia a casa seva —amic de la seva família— es va suïcidar a la caseta de Barbizon; quan va visitar els Alps el 1863, fent esbossos del Mont Blanc, va caure perillosament malalt amb una inflamació dels pulmons; en tornar a Barbizon va patir insomni i es va anar afeblint gradualment.
Un altre amic i veí de Rousseau, Jules Dupré, un eminent paisatgista de Barbizon, relata la dificultat que experimentava Rousseau a l'hora de decidir quan estava acabada una pintura, i com ell, Dupré, algunes vegades s'enduia de l'estudi de Rousseau algun llenç on havia treballat massa. Millet, el pintor camperol, a qui Rousseau tenia en la més alta estima, va estar molt amb ell durant els últims anys de la seva vida. Rousseau va ser un bon amic de Díaz de la Peña, i li va ensenyar com pintar arbres, ja que fins a un cert moment de la seva carrera, Díaz de la Peña va pensar que només podia pintar figures. Va ser elegit president del jurat de belles arts per a l'exposició de 1867. El va afectar molt a la seva salut ésser ignorat a la distribució dels més alts premis, i a l'agost va patir una paràlisi. Se'n va refer una mica, solament per patir nous atacs a la tardor. Finalment, va acabar morint en presència del seu amic de tota la vida, Jean-François Millet, el 22 de desembre de 1867.

## Obra
Els quadres de Rousseau tenen sempre un caràcter seriós, amb un aire d'exquisida malenconia que és poderosament atractiva per a l'amant dels paisatges. Estan ben definits quan són quadres complets, però Rousseau trigava tant a pintar els seus temes que les seves obres absolutament completes són relativament poques. Va deixar molts llenços amb parts de la pintura sense acabar; també va fer força esbossos i algunes aquarel·les.